# Serie A 1920 (pallapugno)
La Serie A di pallapugno 1920 è stata l'ottavo campionato italiano di pallapugno. Si è svolta nell'estate del 1920, iniziando a giugno e terminando il 25 luglio, e la vittoria finale è andata per la prima volta alla squadra di Acqui Terme, capitanata da Maggiorino Bistolfi, al suo primo scudetto.

## Formula
Il campionato del 1920, organizzato dalla F.N.G.P., viene considerato il più interessante dell'epoca che va dal 1912 al 1938, sia per il numero delle squadre iscritte e per la formula del torneo, sia per la classe dei giocatori. Venne disputato nei mesi di giugno e luglio. Secondo i documenti reperibili le squadre iscritte disputarono quattro incontri di qualificazione, due di ripescaggio, i quarti di finale, un ulteriore turno di ripescaggio, le semifinali e la finale. Tutti gli incontri furono disputati allo sferisterio Umberto I di Torino.

## Squadre partecipanti
Parteciparono al torneo otto società sportive italiane, sei provenienti dal Piemonte e due dalla Liguria.
| Squadra       | Provenienza | Campionati di Serie A | Risultato 1919               |
| ------------- | ----------- | --------------------- | ---------------------------- |
| Acqui Terme   | Piemonte    | 1                     | 3° in Serie A                |
| Asti          | Piemonte    | 2                     | -                            |
| Bra           | Piemonte    | 4                     | Campione d'Italia di Serie A |
| Castellinaldo | Piemonte    | 2                     | -                            |
| Genova        | Liguria     | Esordio               | -                            |
| Mondovì       | Piemonte    | 4                     | -                            |
| Sanremo       | Liguria     | 4                     | 3° in Serie A                |
| Torino        | Piemonte    | 4                     | 2° in Serie A                |

## Formazioni
| Squadra       | Battitore           | Spalla          | Terzini                    |
| ------------- | ------------------- | --------------- | -------------------------- |
| Acqui Terme   | Maggiorino Bistolfi | Cigliutti       | G. Solferino, Depetris     |
| Asti          | Domenico Gay        | Borgo           | Grosso, Depanis            |
| Bra           | Pierino Bonsignore  | Dompè           | Allocco, Fantino           |
| Castellinaldo | Cicco Delpiano      | Colombano       | Costa, Gili                |
| Genova        | Bruzzone            | G. Ghiara       | R. Ghiara, Nicola, Ferrari |
| Mondovì       | Riccardo Fuseri     | Stanislao Rossi | Danna, Carena, Vassallo    |
| Sanremo       | Milin Panizzi       | Semiglia        | Maurizio Bruno, P. Panizzi |
| Torino        | Cocito              | Maccagno        | Marasso, Delponte          |

## Torneo

### Qualificazioni
| Torino - Bra         | 9 - 7 |
| Castellinaldo - Asti | 9 - 7 |
| Sanremo - Mondovì    | 9 - 6 |
| Acqui Terme - Genova | 9 - 0 |

### Ripescaggio qualificazioni
| Genova - Mondovì | 9 - 6 |
| Asti - Bra       | 9 - 5 |

### Quarti di finale
| Sanremo - Asti        | 9 - 3 |
| Genova - Torino       | 9 - 7 |
| Acqui - Castellinaldo | 9 - 7 |

### Ripescaggio quarti di finale
| Torino - Asti          | 9 - 0 |
| Torino - Castellinaldo | 9 - 5 |

### Semifinali e finale

#### Tabellone
|  | Semifinali  | Semifinali  | Semifinali |        |             | Finale      | Finale | Finale |  |
|  |             |             |            |        |             |             |        |        |  |
|  | Acqui Terme | Acqui Terme | 11         |        |             |             |        |        |  |
|  | Acqui Terme | Acqui Terme | 11         |        |             |             |        |        |  |
|  | Genova      | Genova      | 4          |        |             |             |        |        |  |
|  | Genova      | Genova      | 4          |        | Acqui Terme | Acqui Terme | 13     |        |  |
|  |             |             |            |        | Acqui Terme | Acqui Terme | 13     |        |  |
|  |             |             | Torino     | Torino | 8           |             |        |        |  |
|  | Torino      | Torino      | Torino     | Torino | 8           | 11          |        |        |  |
|  | Torino      | Torino      |            |        |             |             |        |        |  |
|  | Sanremo     | Sanremo     | 7          |        |             |             |        |        |  |

#### Risultati

##### Semifinali
| 18 lug. | Acqui Terme - Genova | 11 - 4 |
| 22 lug. | Torino - Sanremo     | 11 - 7 |

##### Finale
| 25 lug. | Acqui Terme - Torino | 13 - 8 |

## Verdetti
- Acqui Terme Campione d'Italia 1920 (1º titolo)